# Acanthostichus
Acanthostichus is een geslacht van vliesvleugelige insecten van de familie Mieren (Formicidae).

## Soorten
- A. arizonensis Mackay, 1996
- A. bentoni Mackay, 1996
- A. brevicornis Emery, 1894
- A. brevinodis Mackay, 1996
- A. concavinodis Mackay, 1996
- A. emmae Mackay, 1996
- A. femoralis Kusnezov, 1962
- A. flexuosus Mackay, 1996
- A. fuscipennis Emery, 1895
- A. kirbyi Emery, 1895
- A. laevigatus Mackay, 1996
- A. laticornis Forel, 1908
- A. lattkei Mackay, 1996
- A. longinodis Mackay, 2004
- A. punctiscapus Mackay, 1996
- A. quadratus Emery, 1895
- A. quirozi Mackay, 1996
- A. sanchezorum Mackay, 1985
- A. serratulus (Smith, F., 1858)
- A. skwarrae Wheeler, W.M., 1934
- A. texanus Forel, 1904
- A. truncatus Mackay, 1996